# Cyrtogrammus lateripictus
Cyrtogrammus lateripictus är en skalbaggsart som beskrevs av J. Linsley Gressitt 1939. Cyrtogrammus lateripictus ingår i släktet Cyrtogrammus och familjen långhorningar. Inga underarter finns listade i Catalogue of Life.